# Chelonus hurdi
Chelonus hurdi är en stekelart som beskrevs av Mccomb 1968. Chelonus hurdi ingår i släktet Chelonus och familjen bracksteklar. Inga underarter finns listade i Catalogue of Life.